# Geotextilie

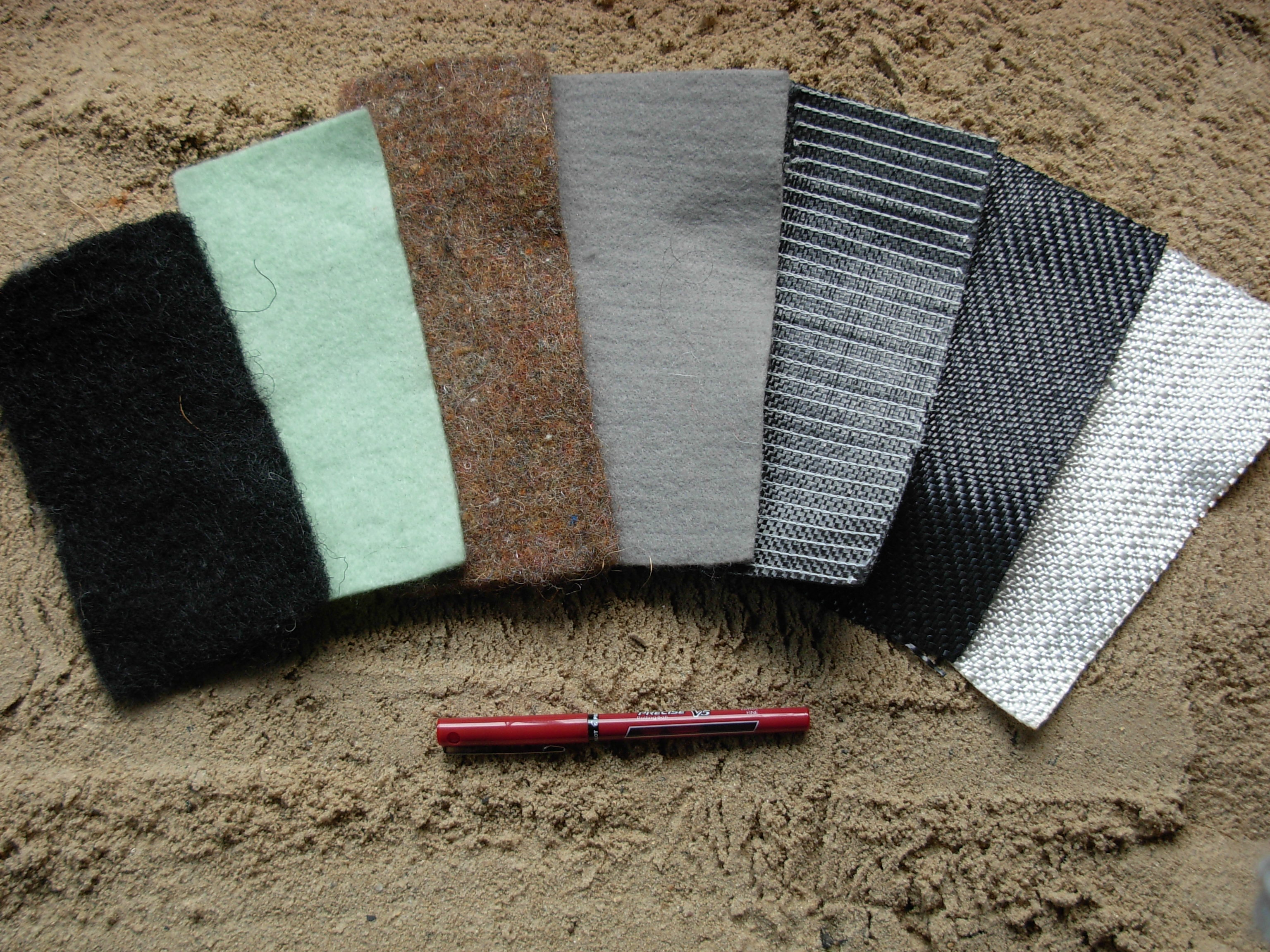
Vzorky geotextilií vyrobené různými technologiemi

Geotextilie je plošný nebo trojrozměrný, propustný, polymerní (syntetický nebo přírodní) materiál vyrobený textilními postupy, používaný v kontaktu se zeminou a/nebo jinými materiály při využití v geotechnice a stavebním inženýrství. 

## Historie
Za první geotextilie jsou považovány tkané rohože z různých rostlinných materiálů používané už před 3000 lety např. v Babylónu nebo v Číně na zpevnění zdiva různých staveb. 
Geotextilie z umělých vláken se začaly vyrábět v 50. letech 20. století nejdříve v Nizozemsku na ochranu proti zaplavení. Brzy nato přišly první syntetické výrobky z USA, z Evropy a Asie s použitím i na jiné účely. 
V roce 2012 byla zaznamenána celosvětová spotřeba 1,4 miliardy m2 geotextlií (Ø 0,75 USD/m2), z toho cca 67 % netkaných a 25 % tkanin. V roce 2018 se odhadoval celosvětový výnos z prodeje geotextilií na 4,1 miliardy USD.

## Vlastnosti geotextilií a způsoby výroby
K nejdůležitějším vlastnostem patří: pevnost v tahu (příp. v tlaku), odolnost proti plísním, bakteriím, chemikáliím, příp. proti ultrafialovému záření. V závislosti na předpokládaném použití textilie se ovlivňují (v mnoha variantách) tyto vlastnosti, zejména:
- výběrem vlákenné suroviny 
  - z přírodních vláken (juta, konopí aj)
  - z umělých vláken (polypropylenu, skleněných vláken) ve formě filamentů, příze ze staplových vláken nebo z fóliových pásků

Geotextilie se podílejí asi 60 % na geosyntetikách (40 % jsou membrány, mříže, kompozity, pěna aj)
- výrobní technologií – geotextilie jsou tkané, pletené  nebo netkané textilie, často laminované nebo zpracované jako výztuže kompozitů[5]

## Hlavní způsoby použití
Podle určení, resp. účinků geotextilií se obvykle rozlišují:
- Separační geotextilie – zamezuje promíchání rozdílných vrstev s odlišnými funkcemi, mezi kterými je uložena.
- Ochranná geotextilie – chránící hydroizolační vrstvu.
- Filtrační geotextilie – vrstva omezující vyplavování částic jedné sypké vrstvy do jiné při průtoku vody, ale nezabraňující pohybu vody.
- Zpevňovací geotextilie – umožňuje stabilizaci zemního tělesa (přenáší tahová napětí) nebo podloží staveb. Přidává se do zemního tělesa v několika vrstvách (vzdálených 0,3 až 0,5 m) nebo mezi zemní těleso a tzv. konstrukční vrstvu.
- Drenážní geotextilie – odvádí vodu z povrchu podloží a umožňuje ve své rovině odvádět vodu ze svého okolí.

Mezi nejčastější využití pak patří obor civilního inženýrství, kam řadíme nejčastěji stavebnictví a práci s půdou. V případě stavebnictví se jedná o využití geotextilie při stavbě pozemních komunikací, letišť, železnic, náspů, opěrných konstrukcí, nádrží, kanálů, hrází nebo při zpevnění a ochraně břehu. Geotextilie jsou též používané při stavbě v bažinatých oblastech a při odvodňování, často spojované s využitím drenážních trubek. V případě zpevňování půdy se pak jedná o zásahy proti erozi, kde geotextilie pomáhají snížit povrchové napětí, a tím zvýšit odolnost půdy vůči vyplachování a vznikající erozi půdy působením vody.

## Využití při ochraně proti erozi půdy
Geotextilie pomáhají chránit půdu proti splavování a vyplachování živin a malých částic. Pomáhají tak při zpevňování namáhaných svahů nebo při přehrazení různých druhů zeminy. Příkladem může být oddělování zemědělské půdy od pouštního písku v subsaharské Africe. Proti vyplachování mořským vlnobitím jsou pak chráněna i celá pobřeží. V tomto případě se používají vaky z geotextilie, které jsou plněné pískem a staví se mezi podloží pobřeží a hladinu mořské vody. 
Další využití geotextilie pak patří výstavbě plotů proti prašnosti, kdy se geotextilie věší na běžný plot z pletiva. Tyto ploty se hojně využívají na popílkových skládkách nebo při demolicích budov.

## Geotextilie z přírodních materiálů
Alternativou k synteticky vyráběným geotextiliím může být geotextilie vyrobená z kokosového vlákna. Tento typ geotextilie je vysoce pevný a v přírodě pak i přirozeně rozložitelný, což dává příležitost ke krátkodobému zpevnění podloží například při výsadbě dřevin na břehu řek. Doba rozkladu je závislá na použité gramáži geotextilie, zpravidla trvá 3 až 5 let.

## Galerie geotextilií

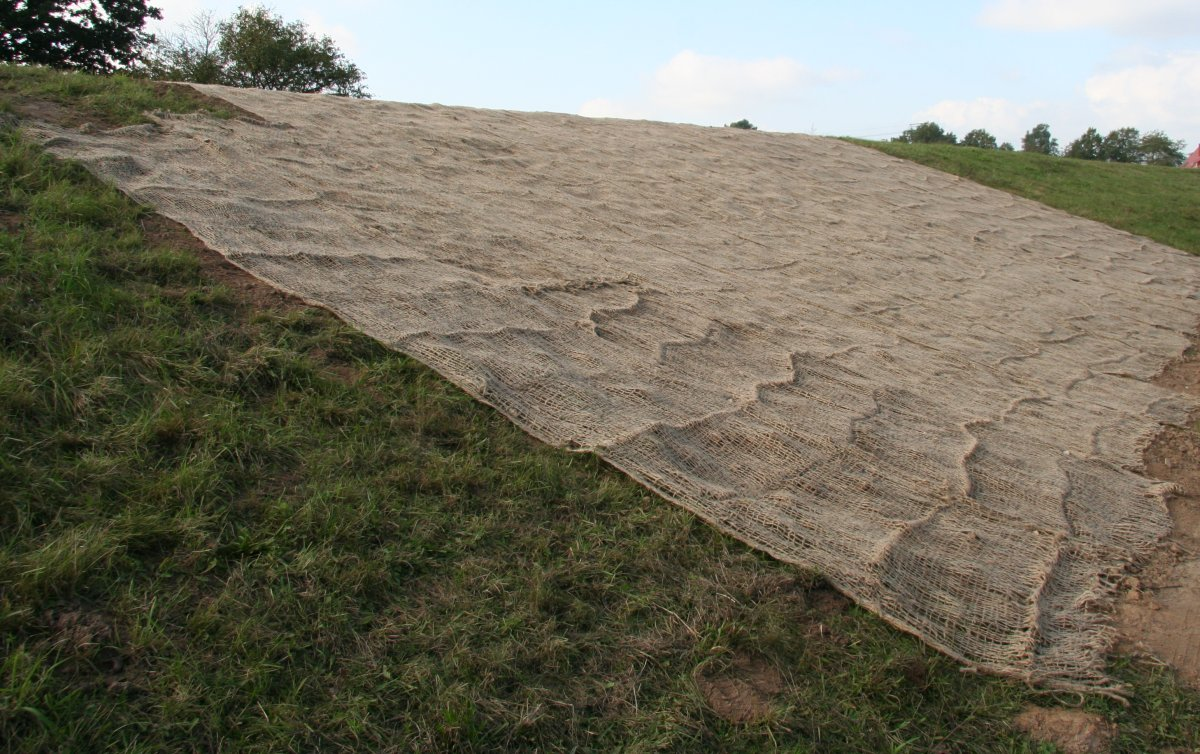
Osnovní pletenina pro erozní ochranu svahu
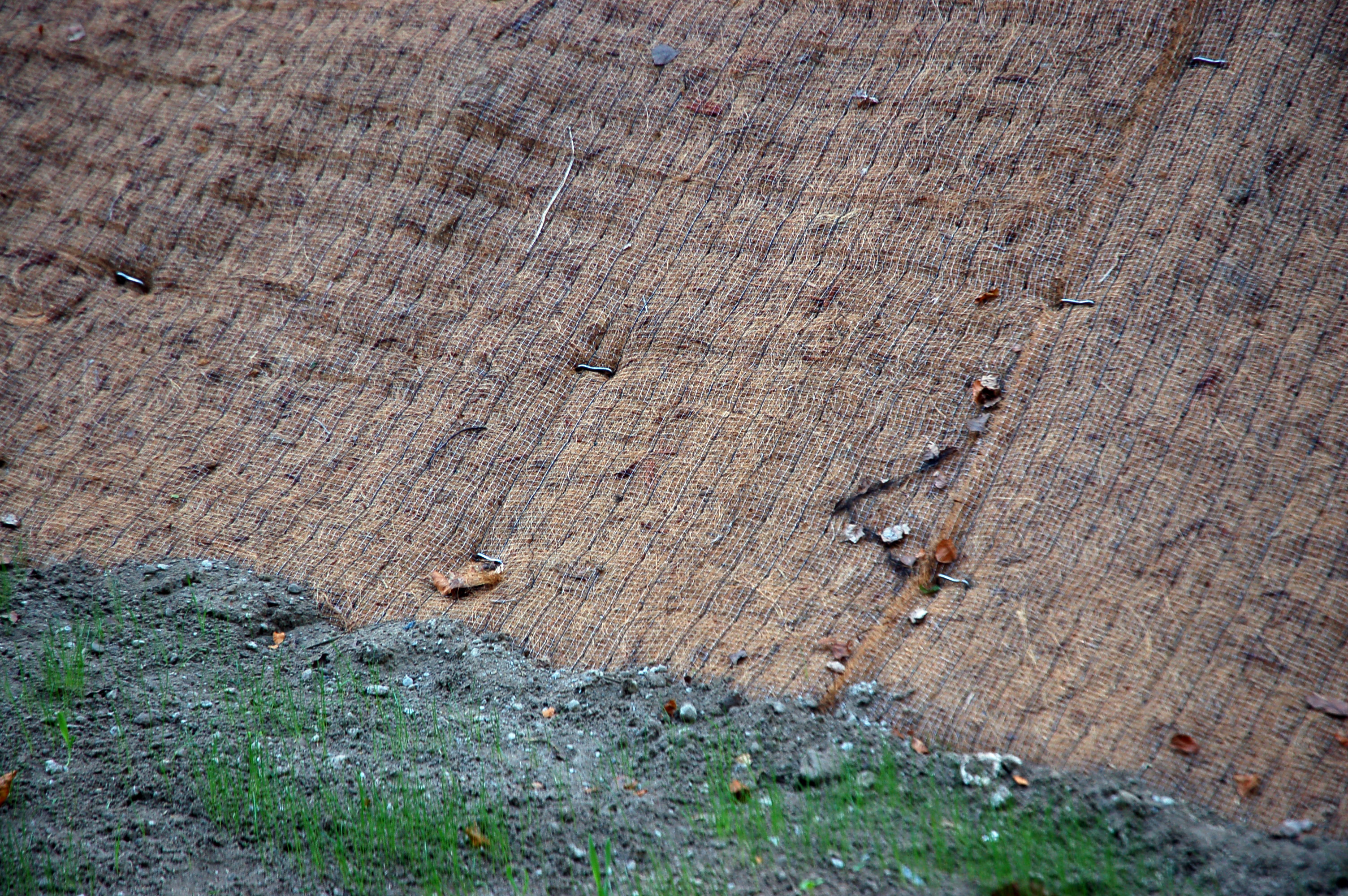
Netkaná textilie na zpevnění svahu
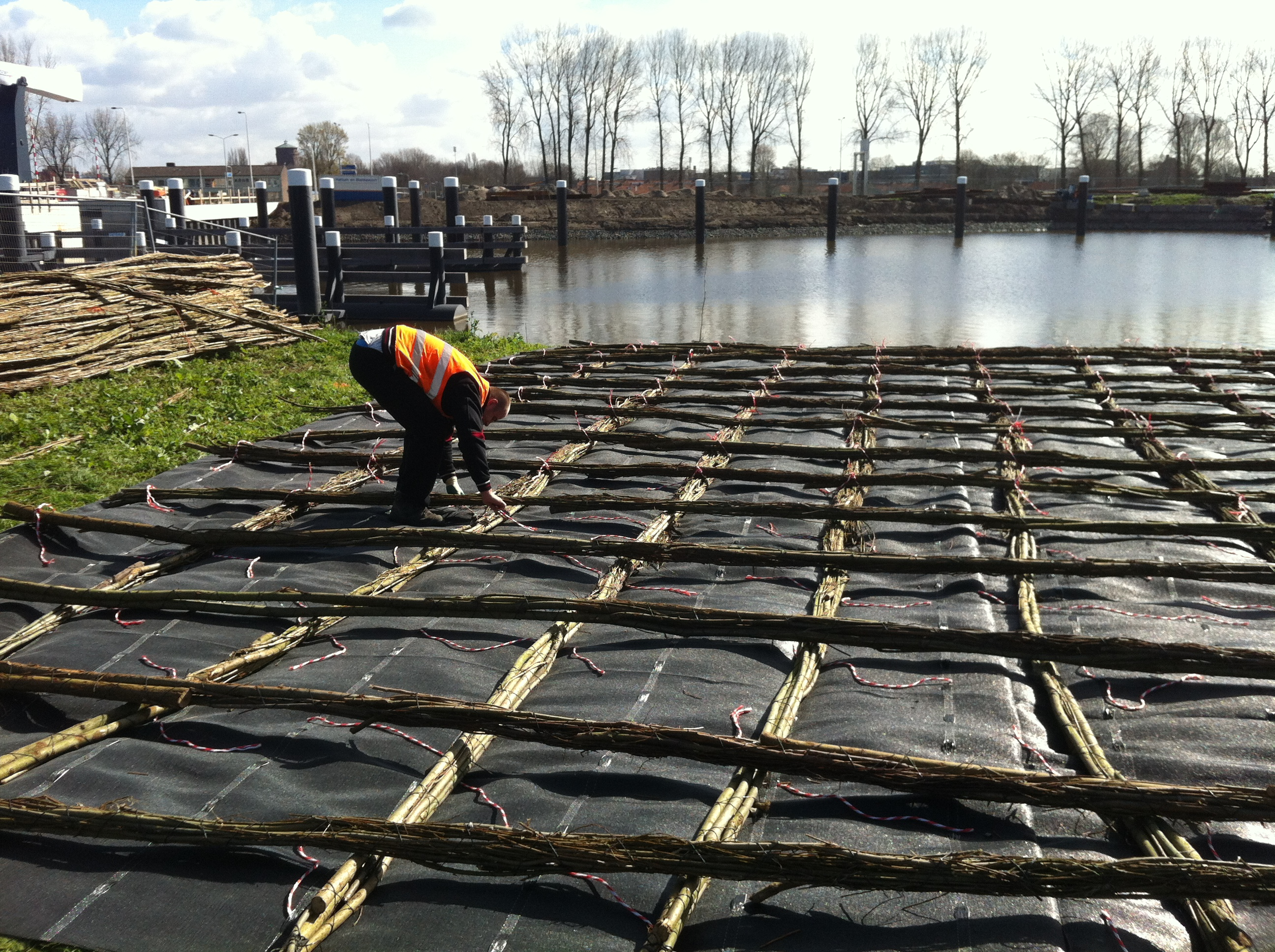
Geokompozit (hať): Mříž z rákosu svázaná s geotkaninou (na řece Hollandse IJssel 2014)
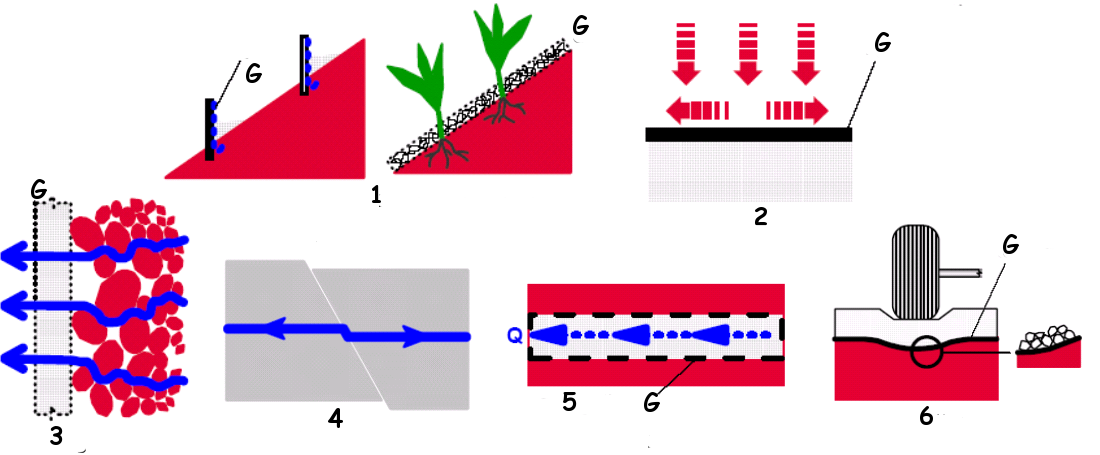
Schematické znázornění účinků geotextilií
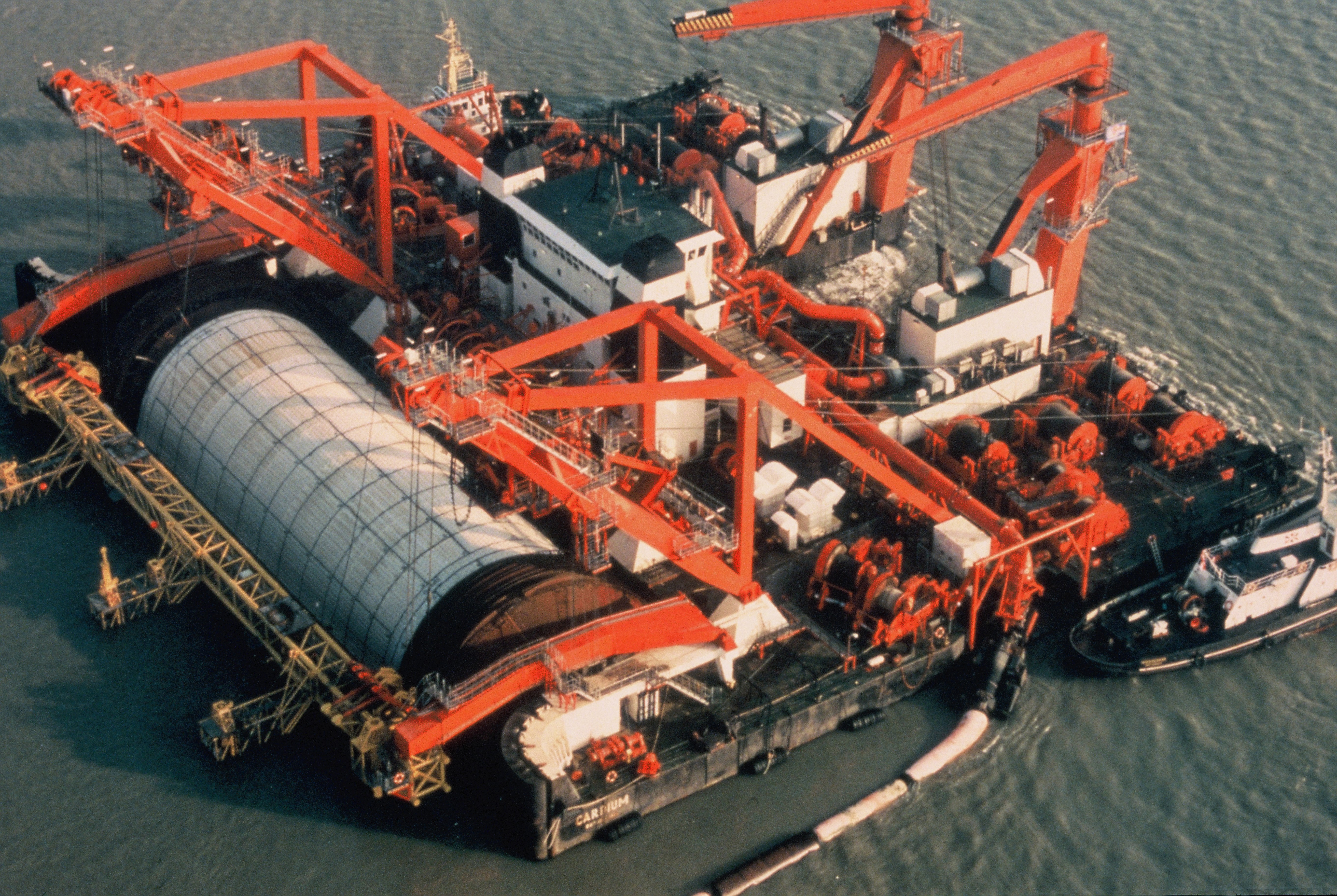
Stroj na kladení geokompoziních rohoží (nizozemské pobřeží 1982)
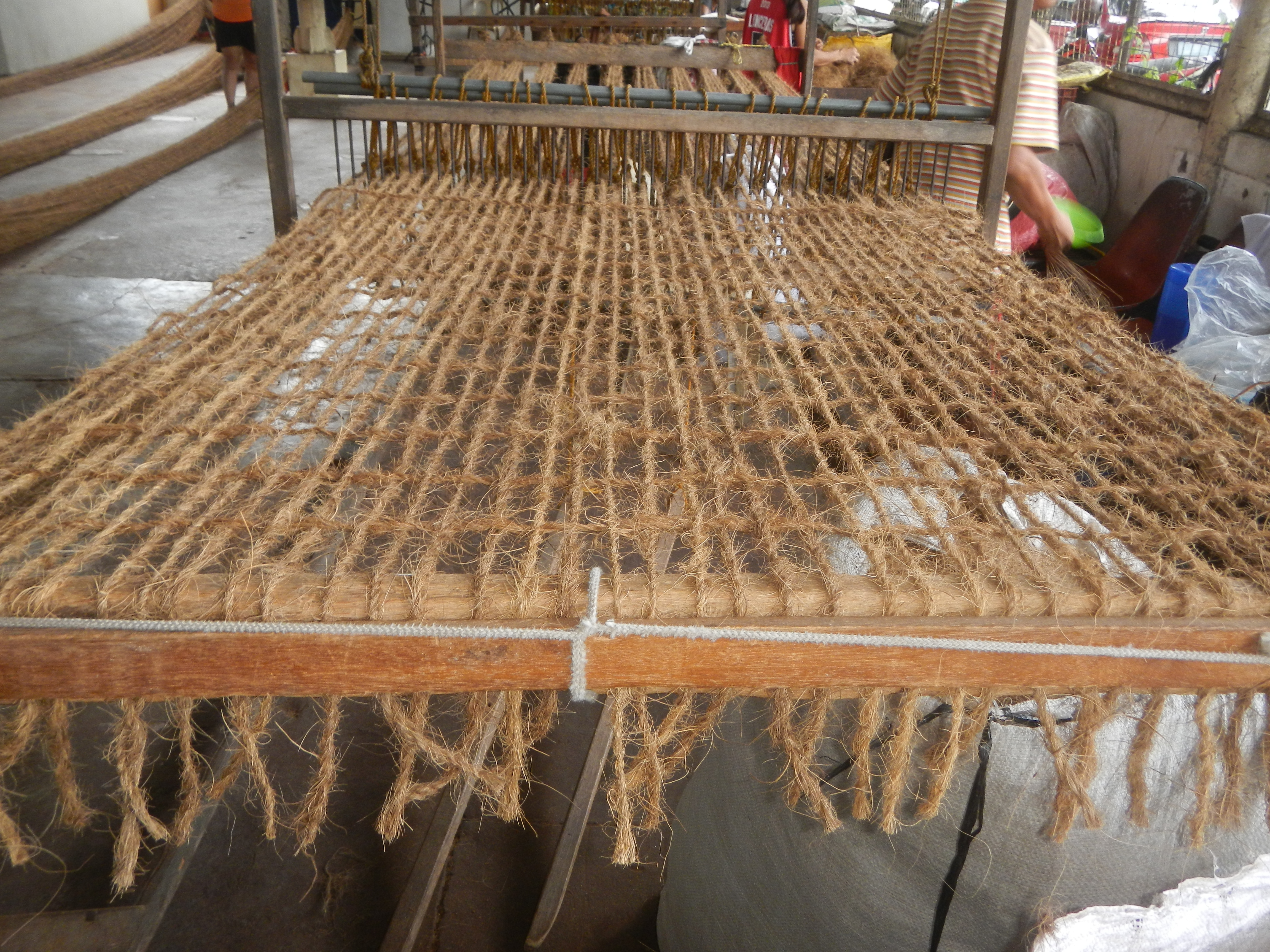
Výroba geotkaniny z kokosové příze (Filipíny 2017)